# Picumnus cinnamomeus
Picumnus cinnamomeus е вид птица от семейство Picidae.

## Разпространение
Видът е разпространен във Венецуела и Колумбия.